# Media Crash (film)
Pour plus de détails, voir Fiche technique et Distribution.
Media Crash est un film documentaire français réalisé par les journalistes Valentine Oberti et Luc Hermann et sorti en 2022.

## Synopsis
À partir du constat que 90% des médias français sont détenus par 9 milliardaires, plusieurs journalistes et sociologues interviennent pour traiter le sujet de la concentration des médias et de la liberté de la presse. Des affaires de pression exercées par des grands groupes de presse français à l'encontre de journalistes sont détaillées, en se focalisant notamment sur les milliardaires Vincent Bolloré et Bernard Arnault.

## Fiche technique
- Titre original : Media Crash, qui a tué le débat public
- Réalisation : Valentine Oberti et Luc Hermann
- Photographie : Grégory Roudier
- Montage : Emmanuel Lejeune et Gianni Collot
- Société de production : Mediapart et Premières Lignes télévision
- Sociétés de distribution : Jour2Fête
- Pays d'origine :  France
- Langue originale : français
- Genre : documentaire
- Durée : 85 minutes
- Date de sortie : 16 février 2022

## Accueil
Le film totalise 35 345 entrées au cinéma.

## Distinction

### Récompenses
- Figra 2023 : Prix Arnaud Hamelin SATEV-FIGRA